# Wade (Carolina del Norte)
Wade es un pueblo ubicado en el Condado de Cumberland y en el estado estadounidense de Carolina del Norte. La localidad en el año 2000, tenía una población de 480 habitantes en una superficie de 3,4 km², con una densidad poblacional de 141,9 personas por km².

## Geografía
Wade se encuentra ubicado en las coordenadas 35°9′42″N 78°43′59″O / 35.16167, -78.73306. Según la Oficina del Censo, la localidad tiene un área total de 3,4 km² (1,3 mi²), de la cual 3,4 km² (1,3 mi²) es tierra y 0 km² (0 mi²) (0.0%) es agua.

### Localidades adyacentes
El siguiente diagrama muestra a las localidades en un radio de 16 kilómetros (9,9 mi) de Wade.

## Demografía
En el 2000 la renta per cápita promedia del hogar era de $25.000, y el ingreso promedio para una familia era de $33.750. El ingreso per cápita para la localidad era de $13.933. En 2000 los hombres tenían un ingreso per cápita de $25.972 contra $17.344 para las mujeres. Alrededor del 20.70% de la población estaba bajo el umbral de pobreza nacional.